# تروپونیه
تروپونیه (صربی: Troponje}} یک منطقهٔ مسکونی در صربستان است که در Svilajnac واقع شده‌است.
 تروپونیه  ۹۰۱ نفر جمعیت دارد.